# ۱۰۰۱ گرم
«۱۰۰۱ گرم» (نروژی: 1001 Gram) یک فیلم نروژی در سبک درام است که در سال ۲۰۱۴ منتشر شد. این فیلم به عنوان نماینده نروژ برای کسب جایزه اسکار بهترین فیلم خارجی زبان به هشتاد و هفتمین دوره جوایز اسکار فرستاده شده بود اما نامزد نشد.